# آفتاب‌پرست پلی‌نزی
آفتاب‌پرست پلی‌نزی (نام علمی: Heliotropium anomalum) نام یک گونه از سرده آفتاب‌پرست است.